# Melih Gökçek

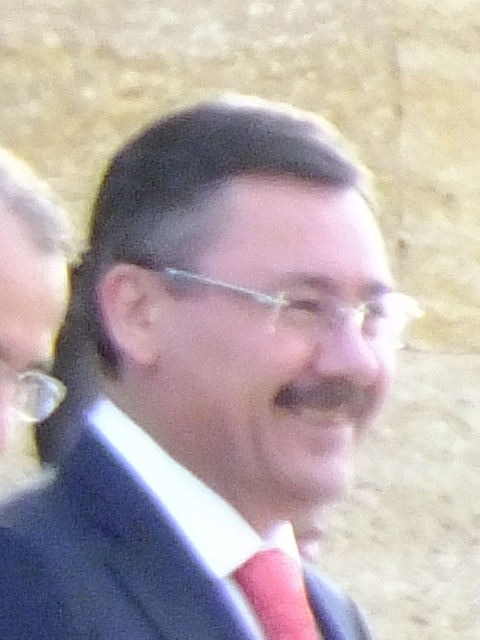
Melih Gökçek

İbrahim Melih Gökçek  [ibrɑhɪm meliç ɟø̞ctʃec] (Ankara, 20 oktober 1948) is een Turks politicus en was van 1994 tot 2019 burgemeester van Ankara.
Gökçek was tussen 1984 en 1989 burgemeester van Keçiören, een district van de Turkse hoofdstad. Hij was toen lid van de liberale Moederlandpartij. In 1991 werd hij tot het Turkse parlement verkozen als lid van de islamistische Refah-partij. In 1994 won hij de burgemeestersverkiezingen in zijn geboortestad onder diezelfde partij. In 1999 won hij opnieuw het burgemeesterschap. Daarna trad hij toe tot de AKP, waarmee hij in 2004 en 2009 opnieuw verkozen werd. Zijn burgemeesterschap eindigde in 2019.

## Uitspraken en controverses
In de afgelopen jaren heeft Melih Gökçek enkele uitspraken gedaan waar hij zware kritiek op kreeg.
- In 2003 poogde Gökçek voetgangers te verbieden straten over te steken in het centrum van Ankara. Hij organiseerde een referendum, maar pleegde verkiezingsfraude door mensen uit districten uit het omliggende platteland naar de stad te vervoeren met bussen. Het referendum werd ongeldig verklaard.[1]
- In 2007 stelde Gökçek na een droogte voor om drinkwater voor de stad uit de zwaar vervuilde rivier Kizilirmak te halen.[2]
- In 2012 zei Gökçek naar aanleiding van een debat over het verbieden van abortus: "Vrouwen vermoorden hun baby's vanwege overspel. Waarom zouden baby's moeten sterven door zulke zogenaamde moeders? Laat moeders zichzelf vermoorden!"[3]
- In 2012 , over de vraag wanneer Turkije een eerste homoseksuele burgemeester gaat krijgen: "We hopen dat er in Turkije geen zullen komen, en er zouden er ook geen moeten zijn."[4]
- In 2013 noemde hij een journalist van de BBC een "Engelse spion" en een landverrader.[5]
- In 2014 verklaarde hij trots te zijn op het feit dat hij had voorkomen dat er verkiezingsposters van de seculiere CHP werden opgehangen in Ankara en Izmir. Hiermee bevestigde hij de authenticiteit van een gelekt telefoongesprek waarin te horen is hoe hij dit heeft gepland.[6]
- In 2015 beweerde Gökçek op een bijeenkomst voor jongeren dat de aanslag op Charlie Hebdo 'zeker' door de Israëlische Mossad gepleegd zou zijn.[7]
- In 2015 beschuldigde Gökçek in een reeks tweets de vicepremier van Turkije Bülent Arınç van het werken voor de parallelle staat van Fethullah Gülen. Arınç beschuldigde Gökçek vervolgens van hetzelfde, alsook van huichelarij en corruptie.[8]
- In 2016 tweete hij een collage van foto's van 11 Turks-Duitse parlementariers met het bijschrift: "Deze landverraders moeten hun nationaliteit verliezen. Zij hebben ons een mes in de rug gezet." De parlementariers kregen op dat moment al doodsbedreigingen en stonden onder permanente politiebewaking.[9]
- In 2017 beschuldigde Gökçek Fethullah Gülen in een reeks tweets van het beramen van een kunstmatige aardbeving. Na een aardbeving in de Egeische zee insinueerde hij dat dit het werk was van een "seismisch schip".[10]

Bron:link twitterbericht